# Anthony Dufrane

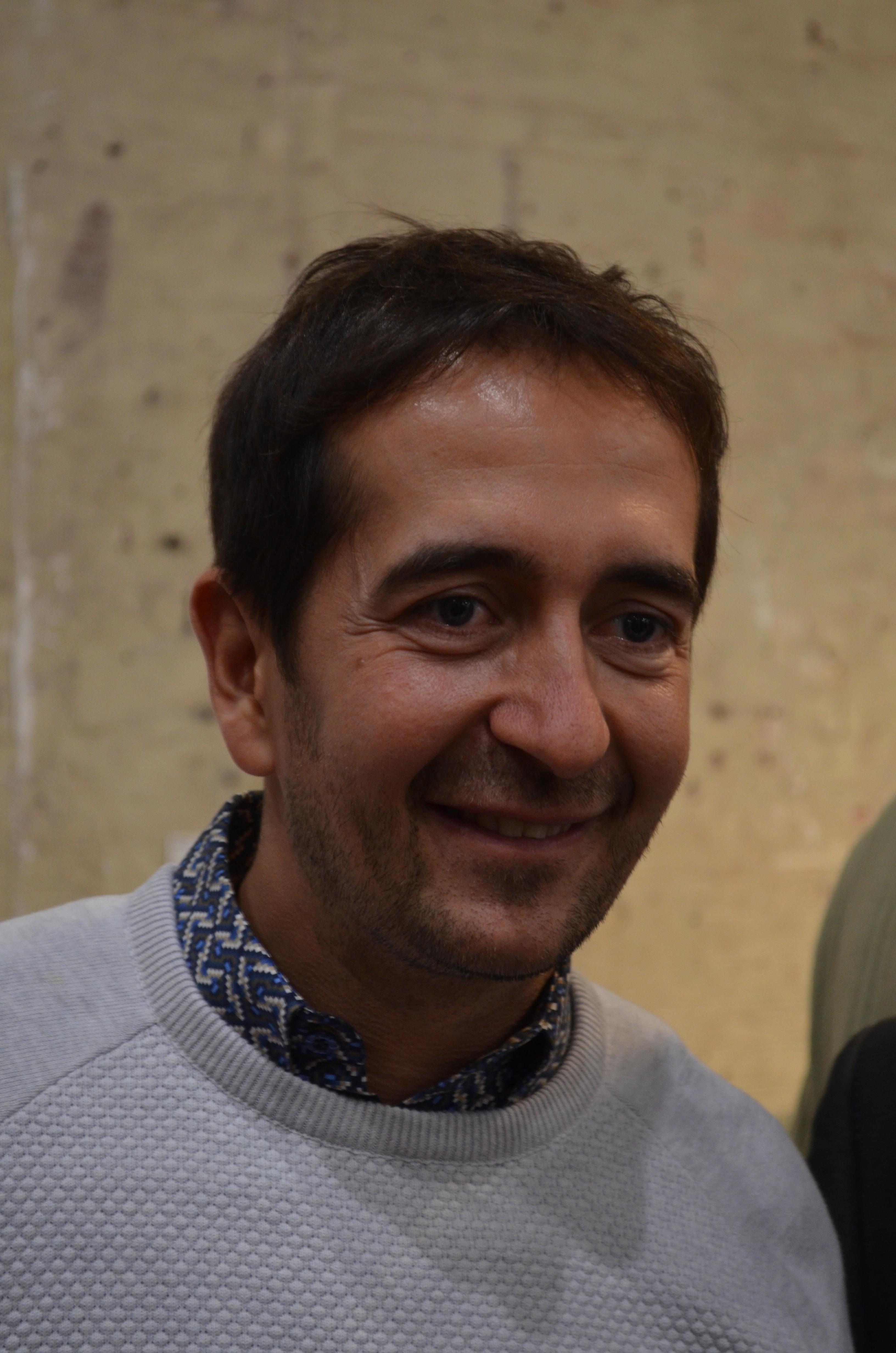
Anthony Dufrane

Anthony M.F.J.L. Dufrane (Charleroi, 10 juli 1977) is een Belgisch politicus. Eerst was hij actief voor de socialistische PS, daarna stapte hij over naar de liberale MR.

## Levensloop
Dufrane volgde middelbaar onderwijs aan het Koninklijk Atheneum van Thuin en ging daarna studeren aan de Université de Mons-Hainaut, studies die na het voortijdige overlijden van zijn vader afbrak. Vervolgens behaalde hij via avondonderwijs een graduaat boekhouden aan de Université du Travail Paul Pastur in Charleroi. Van 2000 tot 2007 was hij kabinetsmedewerker van de toenmalige Waalse ministers-presidenten Jean-Claude Van Cauwenberghe en Rudy Demotte en daarna van 2007 tot 2010 deskundige op het kabinet van toenmalig federaal minister voor Klimaat en Energie Paul Magnette. In 2011 werd hij de zaakvoerder van een immobiliënkantoor.
In navolging van zijn vader Christian Dufrane, die schepen was in Montigny-le-Tilleul, werd Anthony Dufrane politiek actief voor de PS. Hij werd voorzitter van de plaatselijke afdeling van de Jeunes Socialistes en werd in oktober 2000 verkozen tot gemeenteraadslid van Montigny-le-Tilleul. Hij was er van 2000 tot 2006 schepen van Cultuur, Informatie en Ouderen. Toen de PS in Montigny-le-Tilleul na de gemeenteraadsverkiezingen van 2006 in de oppositie terechtkwam, was hij van 2006 tot 2011 fractieleider van de PS in de gemeenteraad.
Bij de federale verkiezingen van juni 2010 werd hij vanop de zevende plaats van de PS-lijst verkozen tot lid van de Kamer van volksvertegenwoordigers voor de kieskring Henegouwen. In 2011 verhuisde hij naar de stad Charleroi om zich daar kandidaat te stellen bij de gemeenteraadsverkiezingen van 2012 en moest hierdoor ontslag nemen als gemeenteraadslid van Montigny-le-Tilleul. In oktober 2012 werd hij verkozen in de gemeenteraad van Charleroi en werd in december dat jaar schepen van Jeugd, Feestelijkheden, Folklore, Internationale Betrekkingen en Grote Evenementen. Om het schepenmandaat op te nemen, besloot hij de Kamer in januari 2013 te verlaten.
Bij de verkiezingen van mei 2014 werd hij verkozen in het Waals Parlement en in het Parlement van de Franse Gemeenschap, maar moest kiezen tussen zijn parlementair mandaat en zijn schepenmandaat aangezien er in het Waals Parlement een decumul was ingevoerd tussen het mandaat van parlementslid en schepen. Hij besloot voor zijn schepenmandaat te kiezen en werd vervangen als Waals Parlementslid. Een paar maanden later, in september 2014, nam hij toch zijn zetel als parlementslid in en werd hij titelvoerend schepen, zijn schepenfuncties werden waargenomen door Julie Patte, die hem tot dan toe had vervangen in het Waals Parlement. Hij bleef dit tot eind 2018 en stelde zich bij de gemeenteraadsverkiezingen van dat jaar geen kandidaat meer omwille van de decumul van mandaten die de PS-federatie van het arrondissement Charleroi had goedgekeurd. Enkele maanden later, in mei 2019, was hij ook geen kandidaat voor een hernieuwing van zijn parlementaire mandaten.
Na het einde van zijn parlementaire loopbaan werd hij weer actief in de immobiliënwereld en lanceerde hij een project rond het kweken van bomen. Ook was hij tot april 2024 raadgever communicatie op het kabinet van federaal staatssecretaris Thomas Dermine.
In april 2024 verliet Anthony Dufrane de PS omdat hij zich niet meer herkende in de ideologische koers van de partij en sloot hij zich aan bij de liberale MR. Hij werd lijstduwer van de Henegouwse Kamerlijst van de partij voor de federale verkiezingen van juni 2024 en raakte opnieuw verkozen in de Kamer.